# Johann Buxtorf den äldre

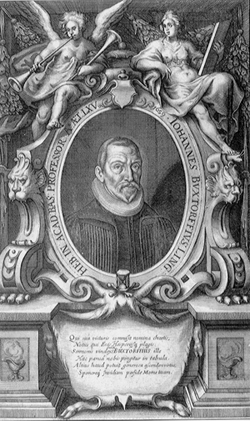
Johann Buxtorf den äldre

Johann Buxtorf den äldre, född 15 december 1564 och död 13 september 1629, var en tysk-schweizisk semitist, far till Johann Buxtorf den yngre.
Buxtorf var professor i hebreiska språket i Basel från 1591. Buxtorfs förnämsta arbete är Tiberias seu commentarius masoreticus (1620), i vilket han dokumenterat sig som den främste kännaren av den rabbinska litteraturen inom protestantismen.